# Xinancha
Xinancha (kinesiska: 西南岔) är ett vattendrag i Kina. Det ligger i provinsen Heilongjiang, i den nordöstra delen av landet, omkring 360 kilometer nordost om provinshuvudstaden Harbin.
Genomsnittlig årsnederbörd är 976 millimeter. Den regnigaste månaden är juli, med i genomsnitt 234 mm nederbörd, och den torraste är januari, med 10 mm nederbörd.